# Great Southern Railway

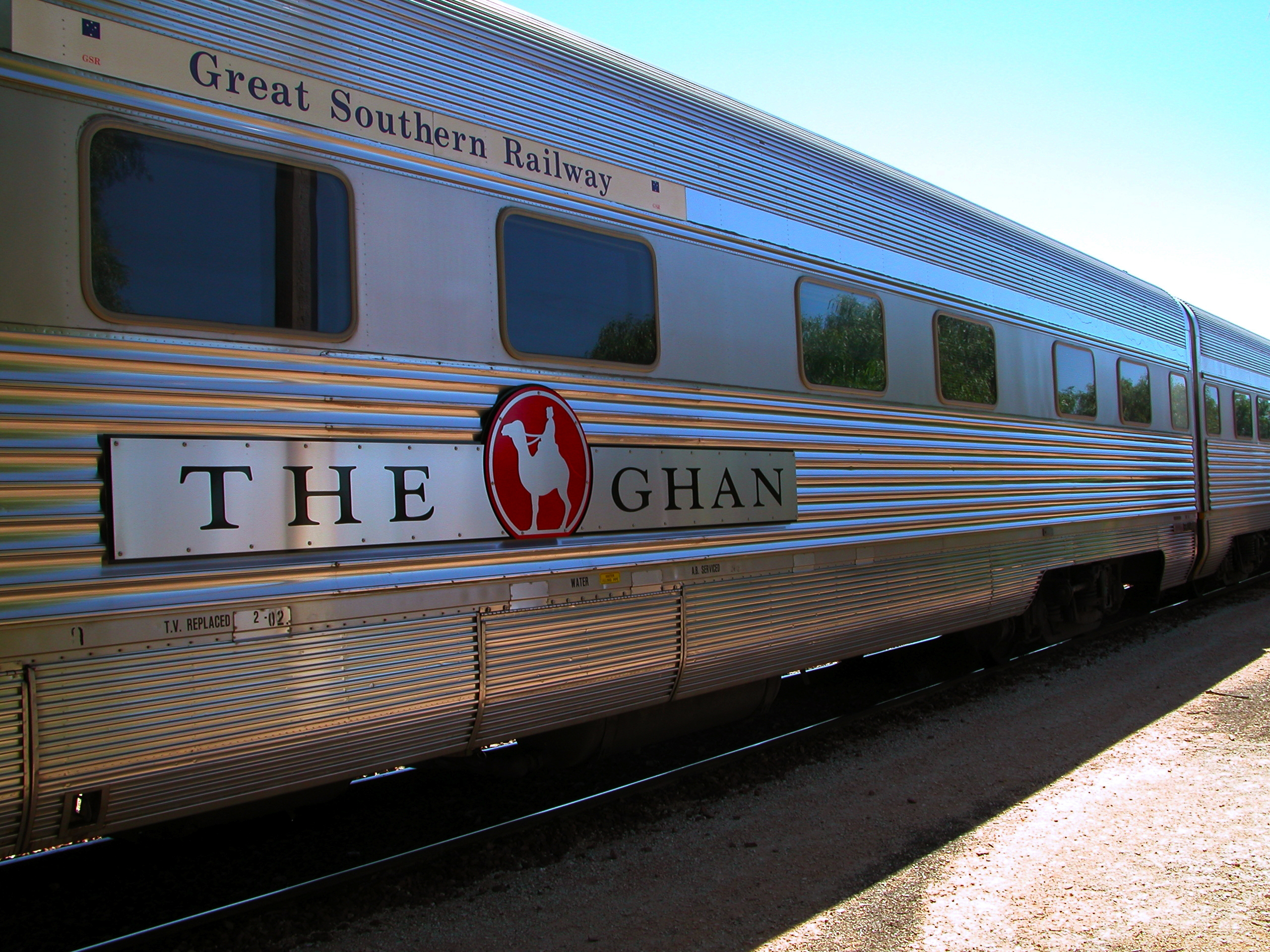
Le Ghan de la Great Southern Railway.

La Great Southern Railway (GSR), filiale de la société britannique Serco, est une entreprise de tourisme et un exploitant de transport ferroviaire en Australie. 
GSR exploite les trains de voyageurs inter-états destinés au marché touristique: 
- L'Indian Pacific (Sydney-Adélaïde-Perth)
- The Ghan (Adélaïde-Alice Springs-Darwin)
- L'Overland (Melbourne-Adelaïde)
- L'Esprit du Sud (différents itinéraires à partir de novembre 2008)

Le Ghan, Indian Pacific et Overland ont été exploités jusqu'en 1997 par les chemins de fer nationaux australiens. Entreprises gouvernementales, elles ont toujours été en déficit aussi le gouvernement fédéral a vendu ses transports passagers et marchandises en 1997. 
Great Southern Railway est un consortium de Macquarie Bank, Serco Plc, et GB Railways. GSR a repris l'exploitation de l'Indian Pacific, du Ghan et des trains de voyageurs Overland et les exploite en faisant des profits depuis lors. Les coûts ont été réduits grâce à une renégociation des salaires et des conditions de travail et en prolongeant la ligne du Ghan, qui allait à l'origine d'Adélaïde à Alice Springs, de sorte qu'il y a une fois par semaine un départ de Sydney et un de Melbourne. Avec l'achèvement de la voie ferrée entre Alice Springs et Darwin, le Ghan va maintenant d'Adélaïde à Darwin. Alors que la GSR possède le parc de wagons, Pacific National fournit les motrices. 
L'Esprit du Sud est un service de trains de luxe, de croisière, lancé par la Great Southern Railway le 17 juin 2008, avec la croisière inaugurale 25 novembre 2008.